# 安特納島
安特納島（英語：Antenna Island），是南極洲的島嶼，位於毛德皇后地的阿斯特里德公主海岸，處於內斯島和東翁古爾島之間的呂佐夫-霍爾姆灣，在1957年根據日本探險隊的測量和拍攝的空中照片繪入地圖，現時由南極條約體系管理。